# Carlos Alberto Babington
Carlos Alberto Babington, el Inglés, (Buenos Aires, 20 de setembre de 1949) fou un futbolista argentí de la dècada de 1970.

## Trajectòria esportiva

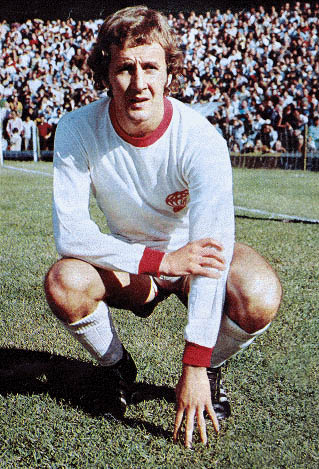
Babington a Huracán.

El 1969 començà la seva trajectòria professional al Club Atlético Huracán, club on fou campió del campionat Metropolitano de 1973. El 1974 fou traspassat al SG Wattenscheid 09 alemany. Després de quatre temporades al club, el 1979 retornà a Huracán, on jugà fins al 1982. Aquest any marxà a la NASL dels Estats Units, on defensà els colors de Tampa Bay Rowdies. Es retirà l'any següent a Junior de Barranquilla.
Babington fou un dels grans jugadors de la història d'Huracán amb 126 gols en vuit temporades al club. Fou internacional amb Argentina, disputant el Mundial de 1974. Posteriorment fou entrenador. Entrenà a Club Platense, Club Atlético Banfield, Racing Club de Avellaneda, León Fútbol Club de Mèxic i a Huracán (1988-1991). En aquest club guanyà dos campionats del campionat Nacional B (1989/90 i 1999/00). També es convertí en president de l'entitat el 2005.

## Palmarès
CA Huracán
- Lliga argentina de futbol: 1
  - Metropolitano 1973